# Vigna marina
Vigna marina là một loài thực vật có hoa trong họ Đậu. Loài này được (Burm.) Merr. miêu tả khoa học đầu tiên.

## Hình ảnh

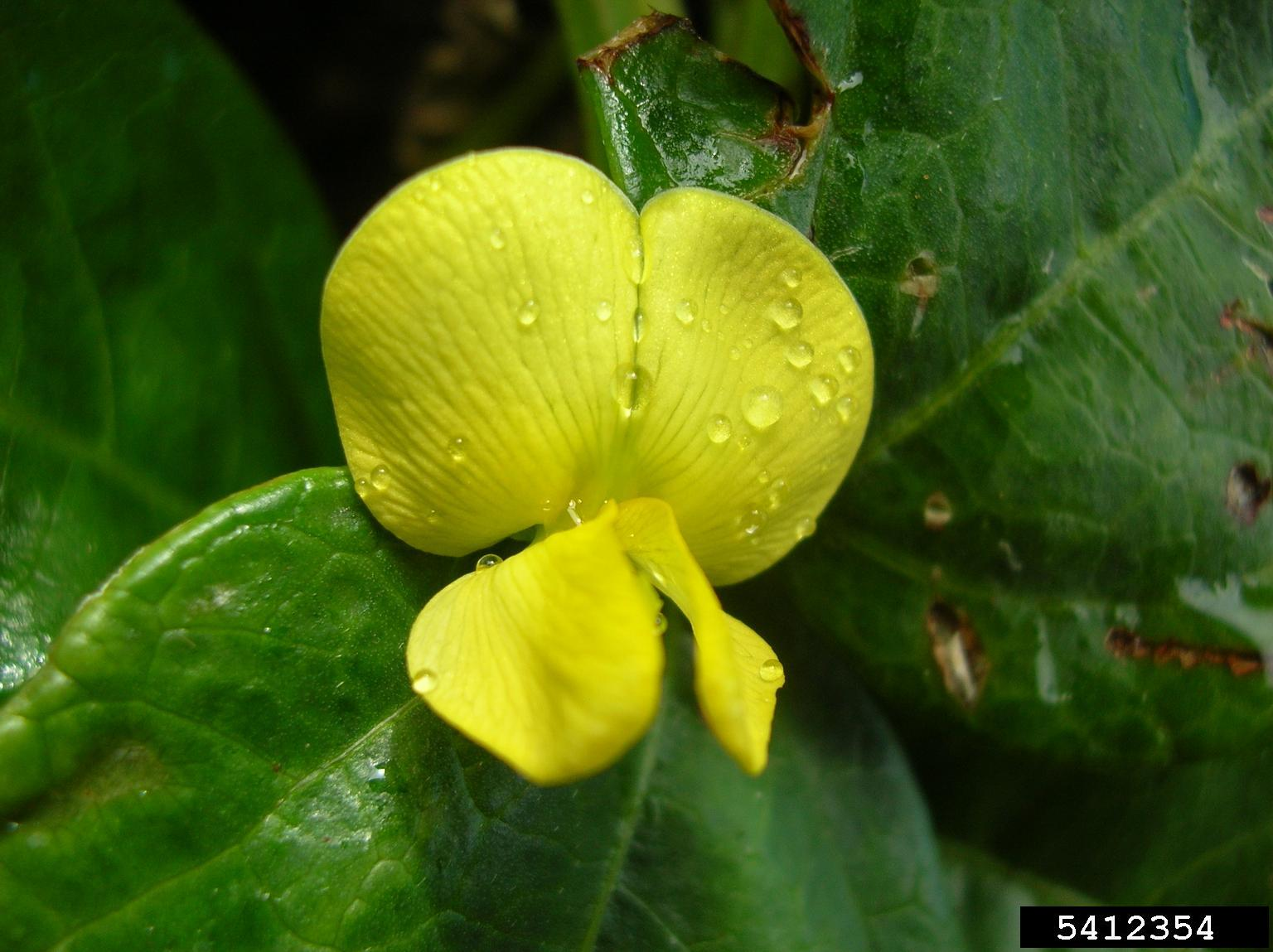
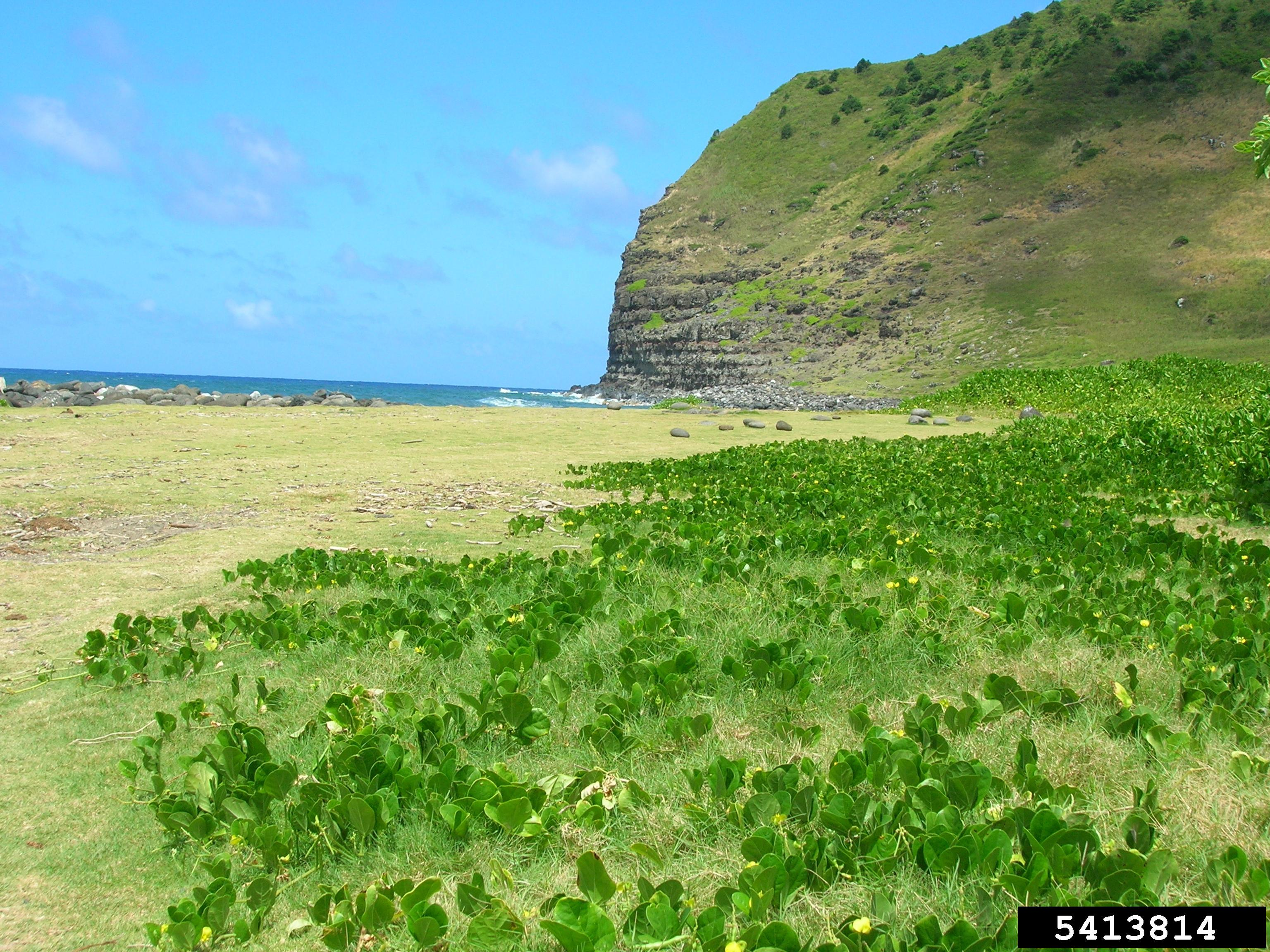
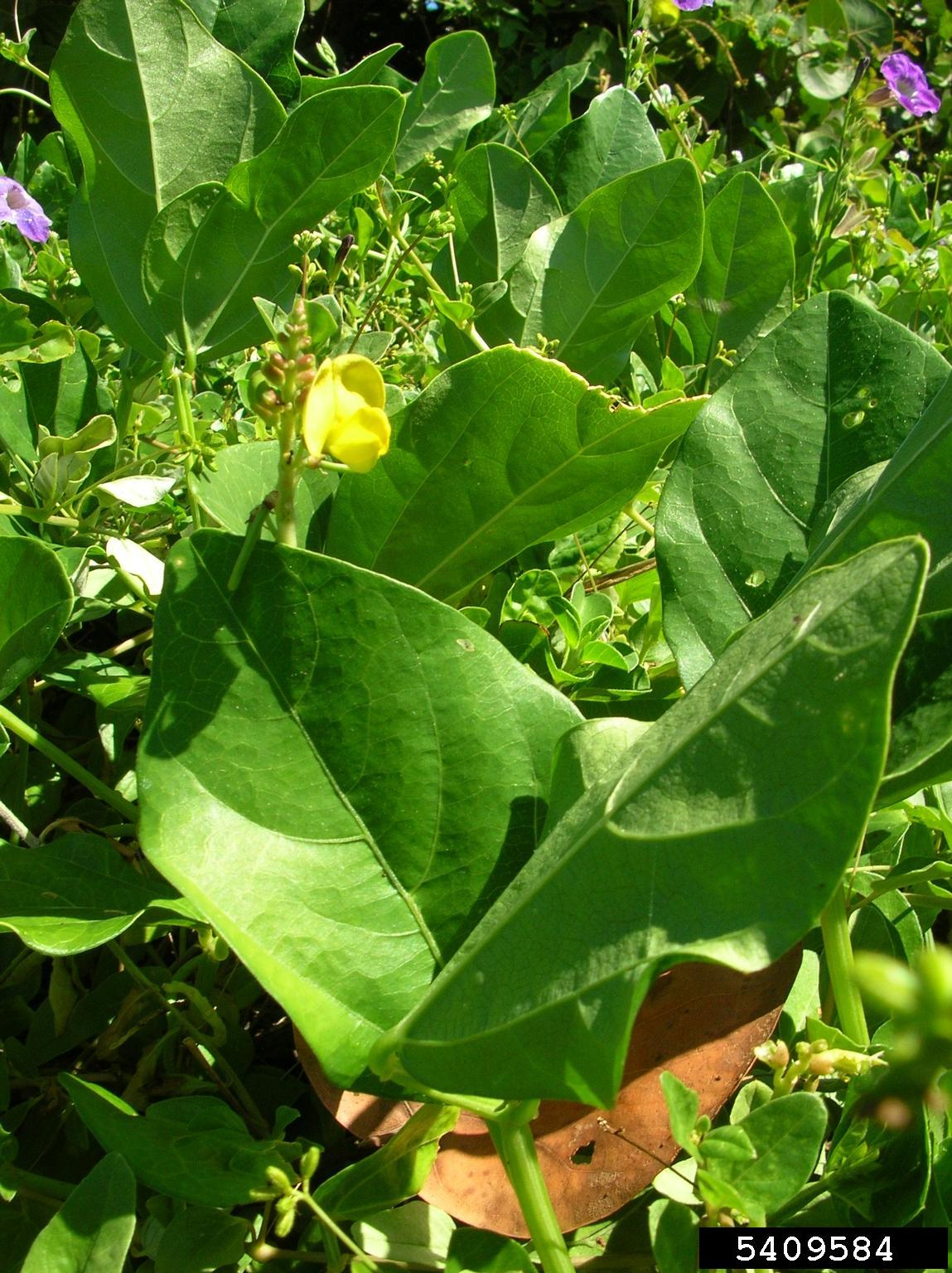
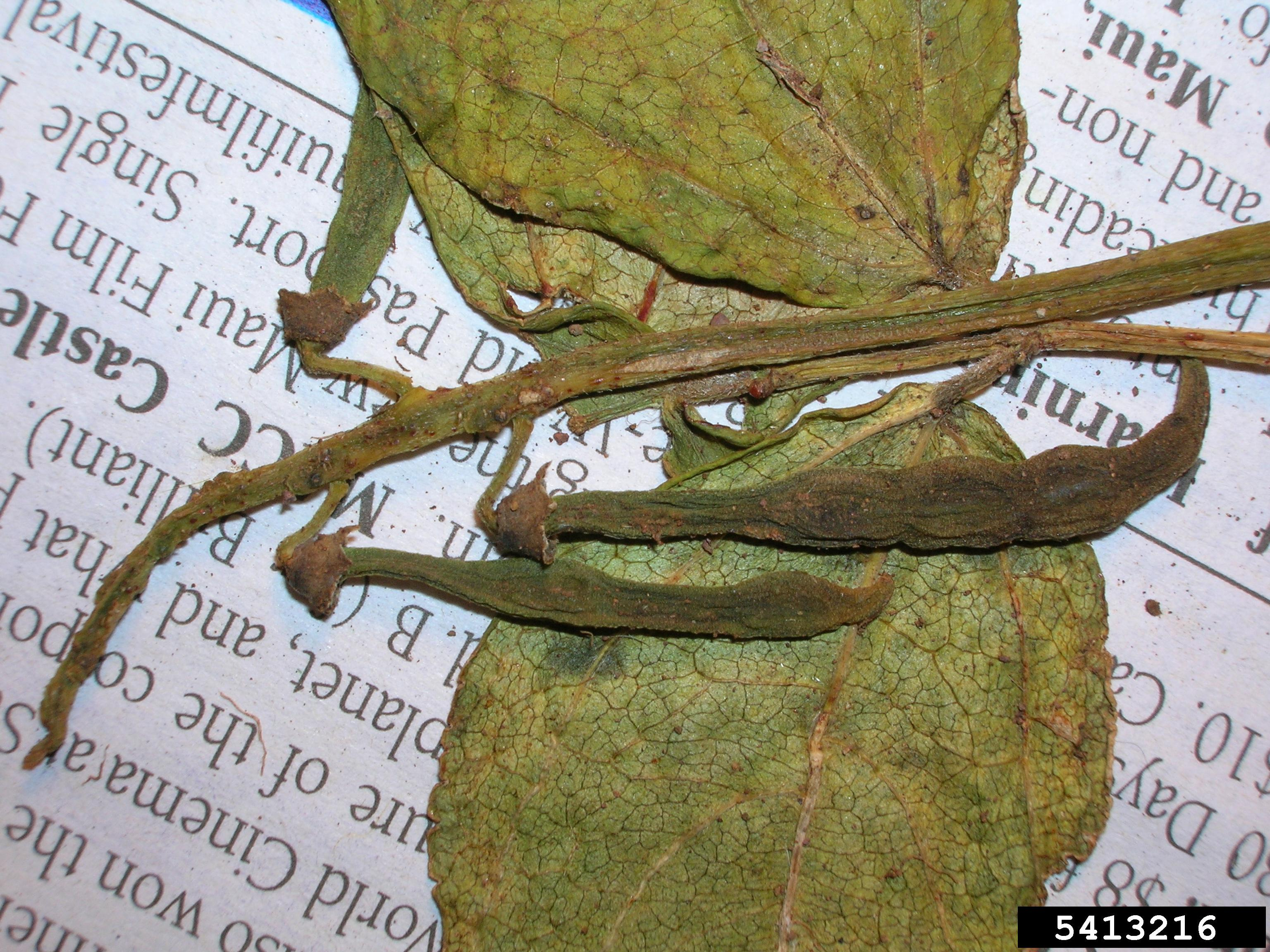